# Mata de Plátano (Luquillo)
Mata de Plátano es un barrio ubicado en el municipio de Luquillo en el estado libre asociado de Puerto Rico. En el Censo de 2010 tenía una población de 8972 habitantes y una densidad poblacional de 667,72 personas por km².

## Geografía
Mata de Plátano se encuentra ubicado en las coordenadas 18°22′1″N 65°43′56″O / 18.36694, -65.73222. Según la Oficina del Censo de los Estados Unidos, Mata de Plátano tiene una superficie total de 13.44 km², de la cual 11.62 km² corresponden a tierra firme y (13.53%) 1.82 km² es agua.

## Demografía
Según el censo de 2010, había 8972 personas residiendo en Mata de Plátano. La densidad de población era de 667,72 hab./km². De los 8972 habitantes, Mata de Plátano estaba compuesto por el 66.85% blancos, el 19.18% eran afroamericanos, el 1.39% eran amerindios, el 0.19% eran asiáticos, el 0.01% eran isleños del Pacífico, el 8.73% eran de otras razas y el 3.64% pertenecían a dos o más razas. Del total de la población el 97.84% eran hispanos o latinos de cualquier raza.